# Kazimierz Obuchowski
Kazimierz Obuchowski, pierw. Kazimierz Panasiuk (ur. 25 lipca 1931 w Wołożynie w województwie nowogródzkim, zm. 15 stycznia 2014 w Poznaniu) – profesor w Wyższej Szkole Humanistyczno-Ekonomicznej w Łodzi, doktor habilitowany, psycholog, specjalizował się w psychologii klinicznej oraz psychologii osobowości.

## Życiorys
Lata 1940 do 1946 spędził na zesłaniu na terenie Rosji Sowieckiej (CES i Majkajn). W 1951 ukończył liceum i zdał maturę w Łobzie. W 1956 r. ukończył studia psychologiczne na Uniwersytecie im. Adama Mickiewicza w Poznaniu. Od 1983 profesor nauk humanistycznych.
Do 1997 wykładał na Uniwersytecie im. Adama Mickiewicza w Poznaniu (Wydział Nauk Społecznych, Instytut Psychologii). W latach 1996–2002 był wykładowcą na Uniwersytecie Kazimierza Wielkiego w Bydgoszczy (Instytut Psychologii, Zakład Psychologii Klinicznej oraz Zakład Psychologii Osobowości). Był członkiem Komitetu Nauk Psychologicznych PAN oraz kierownikiem Zakładu Teorii Osobowości Instytutu Filozofii i Socjologii PAN w Poznaniu). Został pochowany na Cmentarzu Junikowo w Poznaniu (kwatera 2N-2-11).

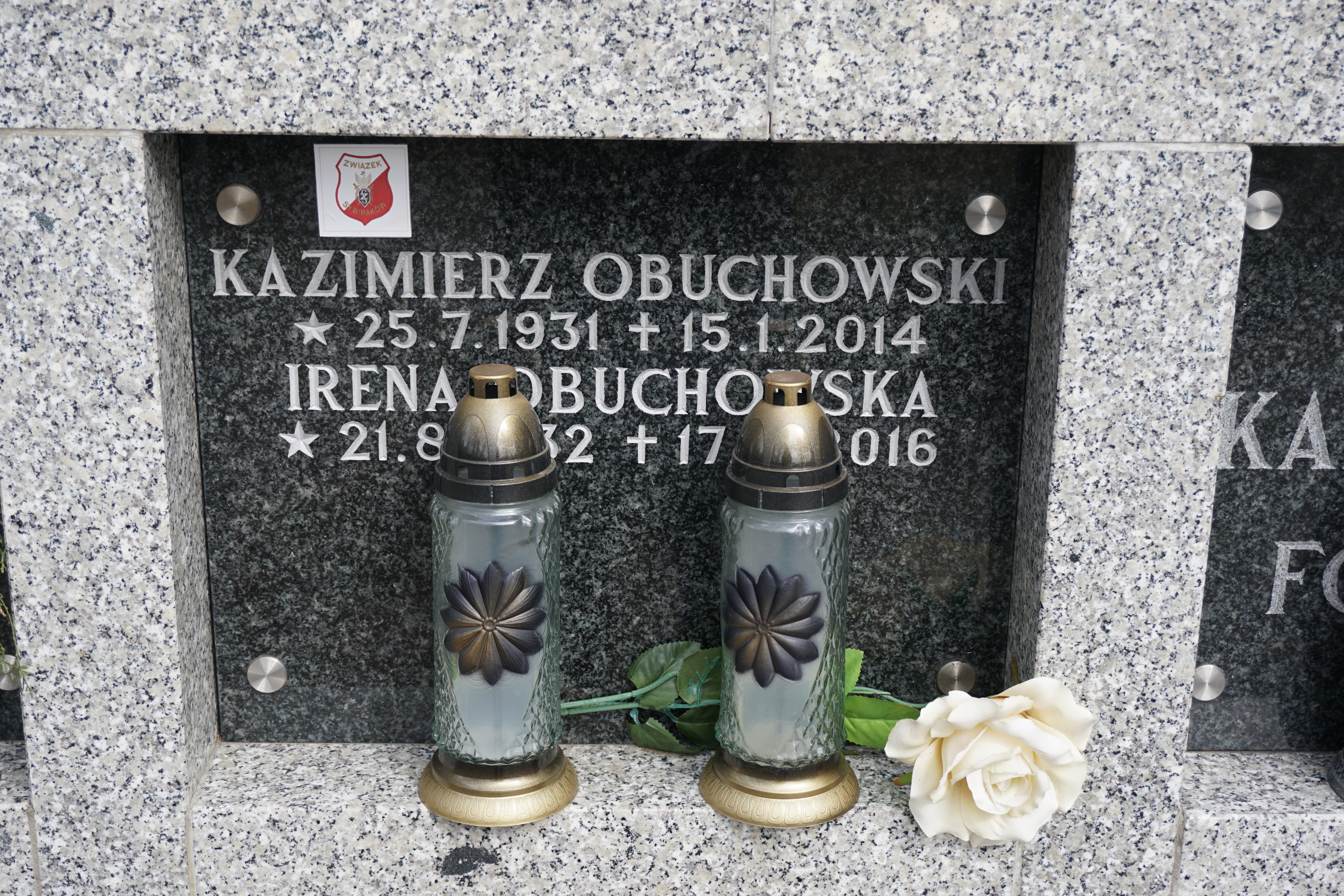
Grób Ireny i Kazimierza Obuchowskich na Cmentarzu Junikowskim

## Ważniejsze publikacje książkowe
- Człowiek jako podmiot postępowania lekarskiego, Akademia Medyczna, Poznań 1982
- Orientierung und Emotion, Deutscher Verlag der Wissenschaften, Berlin 1982
- Psychologia dążeń ludzkich, PWN, Warszawa 1964
- Kody orientacji i struktura procesów emocjonalnych, PWN, Warszawa 1970
- Adaptacja twórcza, KiW, Warszawa 1985
- W poszukiwaniu właściwości człowieka, KiW, Warszawa 1989
- The Search for Human Attributes, Delft, Efauron 1993
- Człowiek intencjonalny, PWN, Warszawa 1993
- Przez galaktykę potrzeb, Zysk i S-ka, Poznań 1995
- Człowiek intencjonalny, czyli o tym jak być sobą, Rebis, Poznań 2000
- Galaktyka potrzeb, Zysk i Ska, Poznań 2000
- Od przedmiotu do podmiotu, Wyd. Akademii Bydgoskiej, Bydgoszcz 2000
- Galaktyka potrzeb – psychologia dążeń ludzkich, Wyd. Zysk i S-ka, Warszawa 2006
- Refleksje autobiograficzne psychologa, Wyd. Wydawnictwo Wyższej Szkoły Humanistyczno-Ekonomicznej w Łodzi, Łódź 2009